# Svinfotad punggrävling
Svinfotad punggrävling (Chaeropus ecaudatus) är en utdöd art i ordningen grävlingpungdjur. Djuret levde i centrala och sydliga delar av Australien.
Slätnamnet är sammansatt av de gammalgrekiska orden choiros (svin) och pous (fot). Artepitet består av de latinska orden e (utan) och cauda (svans). Typexemplaret saknade svans. Även flera andra exemplar hade ingen svans när de överlämnades av urprungsbefolkningen. Troligtvis gick svansen lätt av när djuret fångades i fällor.

## Kännetecken
Arten skiljde sig från de övriga grävlingpungdjuren genom fötternas uppbyggnad. De var långa och tunna och hos de främre fanns bara två tår med ett slags klövar. Av de bakre fötterna använde djuret bara den fjärde tån. På så sätt liknade de svindjurens fötter, vilket gav arten sitt namn. Pälsens färg var grå eller orangebrun och nosen var som hos alla grävlingspungdjur spetsig. De långa öronen påminde om kaninpunggrävlingarnas öron. Svinfotad punggrävling hade en kroppslängd av cirka 25 centimeter och därtill kom en 10 till 15 centimeter lång svans.

## Levnadssätt
Djuret levde i halvöknar, på gräsmark och på buskland. Enligt olika bedömningar var de inte lika nattaktiva som sina släktingar. De vilade i bon av gräs eller i fördjupningar i marken. Under letandet efter föda påminde deras rörelsesätt om hardjurens rörelse. Vid fara ökade de snabbt hastigheten och galopperade. Varje individ levde ensam.
På grund av matsmältningssystemets uppbyggnad antas att arten främst var växtätare. De grävde till exempel efter rötter och åt gräs. Aboriginer berättade att de även letade efter myror och termiter.
Dräktigheten varade i cirka tolv dagar och sedan födde honan upp till fem ungdjur som stannade cirka 50 dagar i pungen. Pungens öppning var riktad bakåt och där fanns åtta spenar.

## Artens utdöende
Den sista dokumenterade iakttagelsen skedde 1901. Enligt berättelser från aboriginer kan arten ha överlevt fram till 1950-talet. Orsaken till utdöendet var huvudsakligen förstöringen av levnadsområdet. Aboriginerna använde sig huvudsakligen av svedjebruk och så fanns en landskapsbild som påminde om lappteknik vilket gynnade svinfotad punggrävling. Denna region omvandlades till stora enformiga ytor för betesdjur. I viss mån var införda rovdjur som hund och katt delaktiga i artens utrotning.

## Systematik
Svinfotad punggrävling utgör i systematiken systergruppen för de andra grävlingspungdjuren och den listas därför i en egen familj, Chaeropodidae.